# Franciszek Macharski
Franciszek Macharski (Cracovia, 20 maggio 1927 – Cracovia, 2 agosto 2016) è stato un cardinale e arcivescovo cattolico polacco.

## Biografia
Durante la Seconda guerra mondiale, nel periodo dell'occupazione nazista della Polonia, era un semplice operaio. Dopo la liberazione nel 1945 entrò nel più grande seminario della città di Cracovia.

Conclusi gli studi in teologia all'Università Jagellonica venne ordinato sacerdote il 2 aprile 1950 dall'allora arcivescovo di Cracovia Adam Stefan Sapieha.

### Attività
Per circa sei anni il giovane pastore servì nella piccola parrocchia di Kozy, nei pressi di Bielsko-Biała. Nel 1956 Macharski si trasferì in Svizzera nella città di Friburgo, per proseguire i suoi studi teologici alla locale università cattolica dove nel 1960 ricevette un dottorato in teologia pastorale.

Rientrato a Cracovia, fu nominato direttore spirituale del seminario cittadino, uno dei più importanti e dei più frequentati di tutta la Polonia, del quale venne nominato rettore dieci anni più tardi, e si dedicò all'insegnamento di teologia pastorale alla Facoltà Pontificia di Cracovia.

Nel 1977 venne nominato canonico del capitolo della cattedrale di Wawel dall'allora arcivescovo di Cracovia, il cardinale Karol Wojtyła, che accompagnò in diverse visite pastorali per il mondo.
Il 29 dicembre 1978 Karol Wojtyła, divenuto papa pochi mesi prima con il nome di Giovanni Paolo II, lo scelse come suo successore sul seggio di Santo Stanislao. Fu lo stesso papa ad ordinarlo vescovo a Roma il 6 gennaio 1979.

Fu creato cardinale del titolo di San Giovanni a Porta Latina nel concistoro del 30 giugno 1979.
Partecipò al conclave del 2005 nel quale fu eletto papa Benedetto XVI.
Il 3 giugno 2005 papa Benedetto XVI accettò le dimissioni di Macharski e scelse Stanisław Dziwisz come suo successore. Il 20 maggio 2007 il cardinale Macharski divenne cardinale non elettore, perdendo il diritto al voto per il compimento dell'80º anno di età.
Gravemente malato, morì a Cracovia il 2 agosto 2016, all'età di 89 anni. Cinque giorni prima aveva ricevuto in ospedale la visita di papa Francesco, che si trovava a Cracovia per la XXXI Giornata mondiale della gioventù. I solenni funerali, presieduti dal cardinale Stanisław Dziwisz, si sono svolti la mattina del 5 agosto nella Cattedrale del Wawel prima della sepoltura nella cripta dei vescovi, sotto l'altare-sepolcro di san Stanislao.

## Genealogia episcopale e successione apostolica
La genealogia episcopale è:
- Cardinale Scipione Rebiba
- Cardinale Giulio Antonio Santorio
- Cardinale Girolamo Bernerio, O.P.
- Arcivescovo Galeazzo Sanvitale
- Cardinale Ludovico Ludovisi
- Cardinale Luigi Caetani
- Cardinale Ulderico Carpegna
- Cardinale Paluzzo Paluzzi Altieri degli Albertoni
- Papa Benedetto XIII
- Papa Benedetto XIV
- Papa Clemente XIII
- Cardinale Enrico Benedetto Stuart
- Papa Leone XII
- Cardinale Chiarissimo Falconieri Mellini
- Cardinale Camillo Di Pietro
- Cardinale Mieczysław Halka Ledóchowski
- Cardinale Jan Maurycy Paweł Puzyna de Kosielsko
- Arcivescovo Józef Bilczewski
- Arcivescovo Bolesław Twardowski
- Arcivescovo Eugeniusz Baziak
- Papa Giovanni Paolo II
- Cardinale Franciszek Macharski

La successione apostolica è:
- Cardinale Marian Jaworski (1984)
- Vescovo Jan Szkodoń (1988)
- Cardinale Kazimierz Nycz (1988)
- Arcivescovo Józef Mirosław Życiński (1990)
- Vescovo Kazimierz Ryczan (1993)
- Vescovo Marian Florczyk (1998)
- Cardinale Stanisław Kazimierz Nagy, S.C.I. (2003)
- Vescovo Jan Zając (2004)
- Arcivescovo Józef Guzdek (2004)